# Dalkeith
Dalkeith est une ville écossaise, capitale administrative du council area et de la région de lieutenance du Midlothian, située sur la rivière North Esk. De 1975 à 1996, elle était la capitale administrative du district du Midlothian, au sein de la région du Lothian.
La ville est divisée en 4 secteurs distincts : Dalkeith, proprement dit avec son centre-ville et son noyau historique, Eskbank à l'ouest, Woodburn à l'est. Eskbank est le quartier le plus cossu avec ses grandes maisons victoriennes. Au sud de Eskbank, se trouve Newbattle avec son abbaye. Depuis environ 1935, Woodburn est devenue un quartier peuplé de gens actifs.
Dalkeith est le principal centre administratif du Midlothian. À Thornyhall, près de Dalkeith et tout près de la zone industrielle, a été récemment bâti le campus de Dalkeith, avec ses collèges et Saint-David.

## Toponymie
L'origine du nom Dalkeith viendrait du gaélique, et signifierait la vallée étroite,  la vallée boisée, ou la vallée de la bataille. Dalkeid existait en 1142, mentionnée dans la charte de l'abbaye de Holyrood.

## Histoire
Dalkeith était le siège d'une baronnie en 1401. Le peuplement de Dalkeith s'est effectué en se développant vers le sud, à partir de son château du XIIe siècle. Ce château est, de nos jours, le  Palais de Dalkeith, appelé aussi Dalkeith House.
Le château est édifié au XIIe siècle et appartient à l'origine à la famille Graham. Il est pris à deux reprises par les Anglais, en 1339, puis après un long siège, en 1547 après la Bataille de Pinkie Cleugh le 10 septembre 1547.
En 1641, le château est acheté par le duc de Buccleuch, et au début des années 1700, Anne, duchesse de Buccleuch et Monmouth érige Dalkeith House autour du château originel. De nos jours, Dalkeith House appartient au duc de Morton.
La ville de Dalkeith s'est d'abord développée grâce à l'agriculture. À la fin du XVIIIe siècle et au cours des XIXe et XXe siècles, l'industrie des mines de charbon a fortement contribué à l'expansion de la cité.
Au courant du XIXe siècle, Dalkeith est devenue le principal marché aux grains d'Écosse, et en 1878, elle se dote d'un conseil municipal et un prévot; elle perd cet avantage lors de la réorganisation du gouvernement local en 1975.
De nos jours, Dalkeith est un centre commercial important pour toute la région; elle est également le principal centre administratif du district de Midlothian.

## Administration
Le Midlothian Council est, depuis 2007, composé de 10 membres du Labour Party, 6 du Scottish National Party et de 2 du Liberal Democrat Party.

## Culture et Patrimoine

### Lieux et monuments
- La Collégiale de Saint-Nicholas Buccleuch, anciennement église paroissiale de Dalkeith, se trouve sur High Street. Dédiée à saint Nicolas, cette église médiévale devient une collégiale en 1406, fondée par James Douglas dit le Gros († 1443), 7e comte de Douglas. La nef et les transepts datent de 1854, quand l'intérieur de l'église a subi de gros dégâts. Sir James Douglas, 1er duc de Morton, et son épouse Joanna, fille de Jacques Ier d'Écosse sont enterrés dans le chœur. L'édifice est toujours une des deux églises paroissiales de l'Église d'Écosse à Dalkeith, l'autre étant Saint John's and King's Park Church.

- Le Palais de Dalkeith, appelé aussi Dalkeith House a remplacé le château d'origine à la fin du  XVIe siècle, et a été reconstruit au début du XVIIIe siècle. Il s'élève à l'extrémité nord-est de la ville. Il appartient au duc de Buccleuch

## Jumelage
- Jarnac (France) depuis 1960[2],

En 2004, le Midlothian Council a repavé le Jarnac-Court, en l'honneur de l'ancienneté de son jumelage avec Jarnac.